# Chaetopsylla korobkovi
Chaetopsylla korobkovi är en loppart som beskrevs av Tiflov et Kolpakova 1937. Chaetopsylla korobkovi ingår i släktet Chaetopsylla och familjen grävlingloppor. Inga underarter finns listade i Catalogue of Life.